# 笠間杲雄

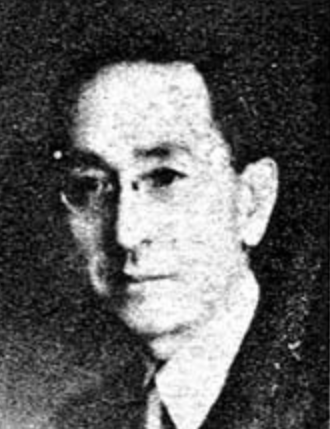
笠間 杲雄

笠間 杲雄（かさま あきお 1885年11月 - 1945年4月1日）は、日本の外交官。戦前日本においては数少ないイスラーム圏に関する専門家の一人であり、また阿波丸事件の犠牲者としても知られている。

## 経歴
東京府東京市神田区神田末広町（現在の東京都千代田区外神田三丁目）の出身。富山県出身の師範学校教師で神職の野中武雄（1848－1902）の三男として生まれ、母方の笠間家を継ぎ、石川県金沢で育つ。
一高を経て1909年に東京帝国大学法科大学政治科を卒業、高等文官試験に合格し、鉄道院参事として米国に駐在。1918年に外務省参事官兼外務事務次官としてパリ講和会議に参加し、平和条約実施委員としてフランス滞在。1922年に外務省情報部第2課長となり、1923年に在イタリア日本大使館一等書記官としてトルコに出張し、日本政府外交担当者として駐在、1924年在ルーマニア日本公使館一等書記官、1926年在フランス日本大使館参事官を歴任。1927年、国際労働理事会日本政府代表となり、以来国際労働機関の政府代表としてジュネーブ駐在。1928年に開催された第2回国際移民会議日本代表を務め、ペルシャ公使、ポルトガル公使を歴任して1938年に退官。
1938年発足の国策研究機関「太平洋協会」の常務理事に就任し、太平洋戦争（大東亜戦争）開戦後の1942年には、陸軍省軍属・陸軍司政長官に任じられ、南方占領地の調査事業のうち太平洋協会が分担していた旧英領ボルネオに赴くことになった。1943年1月より、ボルネオ守備軍司令部付調査局長を務め、1945年3月に陸軍省軍務局付となった。しかし1945年4月1日、当時日本軍の占領下にあったシンガポールから輸送船阿波丸にて日本へ帰国する途中、阿波丸が米潜水艦に撃沈された際に死去（阿波丸事件）。

## 栄典
- 1920年（大正9年）9月7日 - 勲六等瑞宝章[6]
- 1929年（昭和4年）9月28日 - ポーランド星章付コマンドールオドロゼニアポルスキー勲章[7]
- 1943年（昭和18年）10月9日  - 勲二等瑞宝章[8]

## 著書
単著
- 『沙漠の国 ペルシア アラビア トルコ遍歴』 岩波書店、1935年
- 『回教徒』 岩波新書、1939年
- 『青刷飛脚』 六興商会出版部、1941年
- 『大東亜の回教徒』（太平洋協会編「太平洋図書館」） 六興商会出版部、1943年
- 『〈戦前戦中〉外交官の見た回教世界』 書肆心水、2018年

共著
- 『波斯より土耳古まで』 文明協会、1926年

縫田栄四郎・志賀重昂・山岡光太郎との共著。
- 『南方の音楽・舞踊』（太平洋協会編「太平洋図書館」） 六興商会出版部、1942年

田辺尚雄・黒沢隆朝・桝源次朗との共著。「インドネシアの芸術」を執筆。
その他
- 『ペルシヤの文化と経済』（述） 東京商工会議所、1935年

## 脚註
1. 1 2 3 4 5  笠間杲雄 『帝国大学出身名鑑』 校友調査会、1934年
2. ↑  野中武雄コトバンク
3. 1 2 3  『東西雑記帳』笠間杲雄 著 (中央公論社, 1937) の著者紹介
4. ↑  笠間杲雄『人事興信録』第8版 [昭和3(1928)年7月]
5. ↑  ボルネオ歴史事典 か行 ボルネオ歴史事典／望月雅彦編纂
6. ↑  『官報』第2431号「授爵・叙任及辞令」1920年9月8日。
7. ↑  『官報』第828号「叙任及辞令」1929年10月1日。
8. ↑  『官報』第5029号「叙任及辞令」1943年10月15日。